# 1. Fußballclub Union Berlin 2015-2016
Questa voce raccoglie le informazioni riguardanti il 1. Fußballclub Union Berlin nelle competizioni ufficiali della stagione 2015-2016.

## Stagione
Nella stagione 2015-2016 l'Union Berlino, allenato da André Hofschneider, concluse il campionato di 2. Bundesliga al 6º posto. In Coppa di Germania l'Union Berlino fu eliminato al primo turno dal Viktoria Colonia.

### Rosa

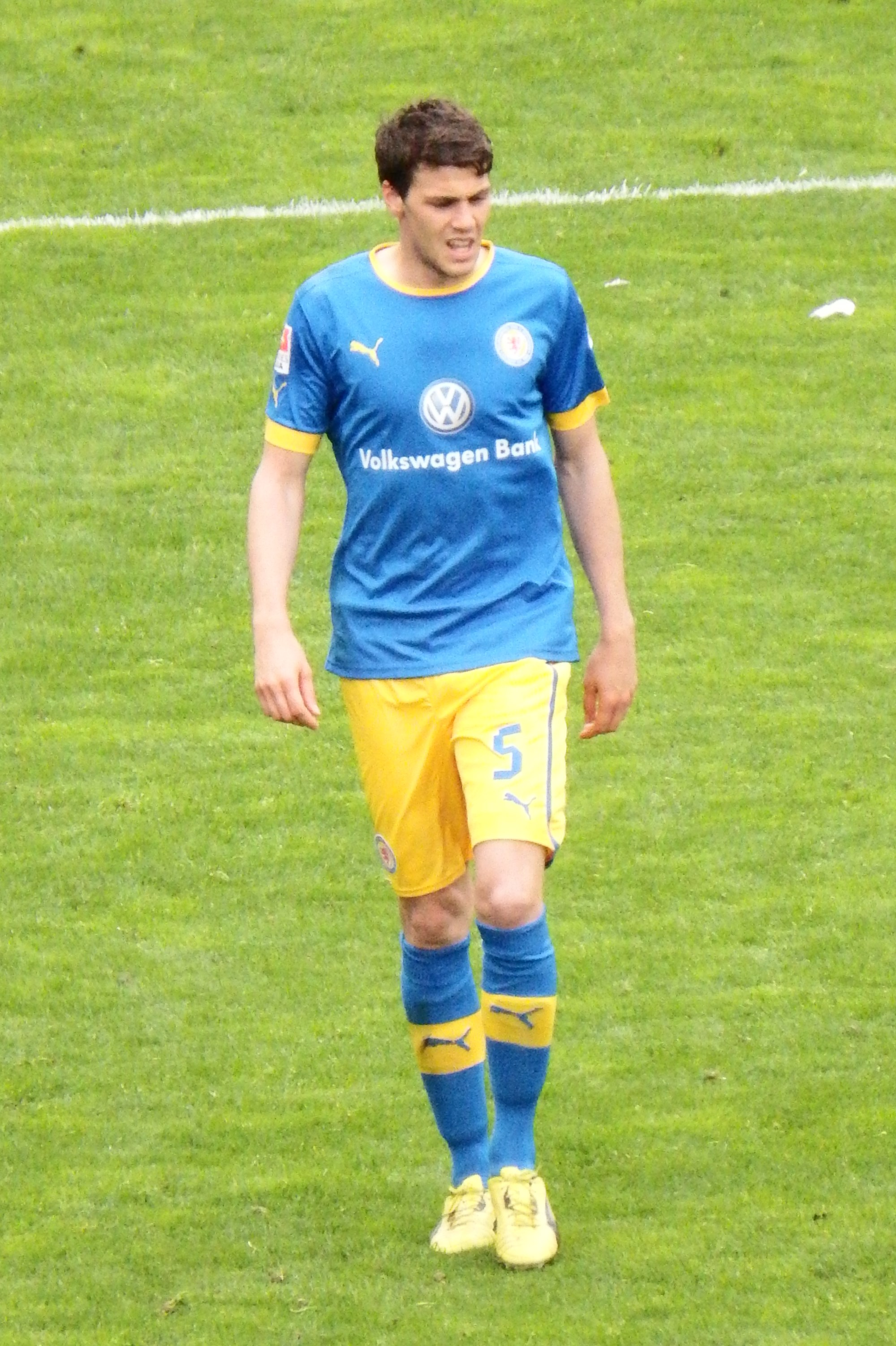
Benjamin Kessel

| N. |                        | Ruolo | Calciatore           |
| -- | ---------------------- | ----- | -------------------- |
| 1  | Germania (bandiera)    | P     | Daniel Haas          |
| 2  | Germania (bandiera)    | C     | Christopher Quiring  |
| 4  | Croazia (bandiera)     | D     | Roberto Punčec       |
| 5  | Germania (bandiera)    | D     | Benjamin Kessel      |
| 6  | Ucraina (bandiera)     | D     | Denis Prychynenko    |
| 7  | Germania (bandiera)    | C     | Benjamin Köhler      |
| 8  | Germania (bandiera)    | C     | Stephan Fürstner     |
| 9  | Germania (bandiera)    | A     | Sören Brandy         |
| 10 | Germania (bandiera)    | C     | Dennis Daube         |
| 11 | Germania (bandiera)    | C     | Maximilian Thiel     |
| 13 | Germania (bandiera)    | C     | Raffael Korte        |
| 14 | Svizzera (bandiera)    | C     | Adrian Nikci         |
| 15 | Stati Uniti (bandiera) | A     | Bobby Wood           |
| 18 | Germania (bandiera)    | C     | Kenny Prince Redondo |

| N. |                     | Ruolo | Calciatore          |
| -- | ------------------- | ----- | ------------------- |
| 19 | Croazia (bandiera)  | C     | Damir Kreilach      |
| 20 | Germania (bandiera) | P     | Steve Kroll         |
| 21 | Germania (bandiera) | A     | Collin Quaner       |
| 24 | Germania (bandiera) | A     | Steven Skrzybski    |
| 25 | Germania (bandiera) | C     | Björn Jopek         |
| 27 | Germania (bandiera) | C     | Eroll Zejnullahu    |
| 28 | Germania (bandiera) | D     | Christopher Trimmel |
| 29 | Germania (bandiera) | C     | Michael Parensen    |
| 30 | Marocco (bandiera)  | P     | Mohamed Amsif       |
| 31 | Germania (bandiera) | C     | Leonard Koch        |
| 33 | Germania (bandiera) | A     | Bajram Nebihi       |
| 34 | Germania (bandiera) | D     | Fabian Schönheim    |
| 37 | Germania (bandiera) | D     | Toni Leistner       |
| 38 | Germania (bandiera) | D     | Oliver Oschkenat    |

## Organigramma societario
Area tecnica
- Allenatore: André Hofschneider
- Allenatore in seconda: Sebastian Bönig
- Preparatore dei portieri: Dennis Rudel
- Preparatori atletici: Hendrik Schreiber

## Risultati

### 2. Bundesliga

#### Girone di andata
| Arbitro: | Perl |

|           |           |           |
| Kessel 5’ | Marcatori | 88’ Konan |

| Arbitro: | Siewer |

|                                                  |           |                              |
| Wooten 21’, 70’ Bouhaddouz 80’ (rig.) Hübner 85’ | Marcatori | 41’ Brandy 55’, 72’ Kreilach |

| Arbitro: | Kempter |

|                    |           |                         |
| Thiel 67’ Wood 71’ | Marcatori | 23’ Jenssen 87’ Deville |

| Monaco di Baviera 23 agosto 2015, ore 13:30 CEST 4ª giornata | Monaco 1860 | 0 – 0 referto | Union Berlino | Allianz Arena (20 300 spett.)\| Arbitro: \| Schriever \| |
| Arbitro:                                                     | Schriever   |               |               |                                                          |

| Arbitro: | Ittrich |

|            |           |                     |
| Brandy 25’ | Marcatori | 83’ (aut.) Parensen |

| Arbitro: | Thomsen |

|  |           |                                  |
|  | Marcatori | 12’ Kreilach 49’ Wood 77’ Quaner |

| Arbitro: | Jablonski |

|               |           |                         |
| Skrzybski 17’ | Marcatori | 47’, 70’ (rig.) Gjasula |

| Arbitro: | Siewer |

|                                        |           |                     |
| Dedič 52’ (rig.) Barry 55’ Schahin 90’ | Marcatori | 39’ Wood 76’ Kessel |

| Arbitro: | Storks |

|                                 |           |                        |
| Wood 4’ Brandy 31’ Kreilach 45’ | Marcatori | 56’ Obinna 84’ Onuegbu |

| Arbitro: | Stegemann |

|                 |           |                   |
| Boland 16’, 79’ | Marcatori | 27’ (rig.) Kessel |

| Arbitro: | Schröder |

|                                     |           |                                      |
| Zejnullahu 42’ Thiel 45’ Kessel 90’ | Marcatori | 23’ Sobota 54’ Hornschuh 72’ Dudziak |

| Arbitro: | Stieler |

|  |           |                  |
|  | Marcatori | 3’ Koç 6’ Sağlık |

| Arbitro: | Storks |

|  |           |                            |
|  | Marcatori | 27’ Kreilach 59’ Skrzybski |

| Arbitro: | Kampka |

|                                   |           |                                         |
| Wood 21’ Skrzybski 54’ Punčec 58’ | Marcatori | 5’ (aut.) Leistner 66’ Schöpf 75’ Erras |

| Arbitro: | Cortus |

|           |           |              |
| Mlapa 13’ | Marcatori | 37’ Kreilach |

| Arbitro: | Jablonski |

|            |           |                     |
| Kessel 32’ | Marcatori | 51’ (aut.) Parensen |

| Arbitro: | Perl |

|                               |           |  |
| Frantz 23’ Kempf 30’ Höhn 69’ | Marcatori |  |

#### Girone di ritorno
| Arbitro: | Brych |

|  |           |                                  |
|  | Marcatori | 13’, 69’ Wood 86’ (aut.) Schmitz |

| Arbitro: | Willenborg |

|           |           |  |
| Daube 76’ | Marcatori |  |

| Arbitro: | Petersen |

|                      |           |                        |
| Jenssen 34’ Gaus 40’ | Marcatori | 76’ Schönheim 86’ Wood |

| Arbitro: | Winkmann |

|                                |           |  |
| Kroos 6’ Wood 80’ Kreilach 88’ | Marcatori |  |

| Arbitro: | Brych |

|                                  |           |  |
| Kaiser 13’ Orban 25’ Poulsen 52’ | Marcatori |  |

| Arbitro: | Osmers |

|                    |           |            |
| Kroos 45’ Wood 60’ | Marcatori | 31’ Yamada |

| Arbitro: | Schmidt |

|                    |           |  |
| Freis 4’ Wurtz 80’ | Marcatori |  |

| Arbitro: | Dietz |

|                                               |           |  |
| Kreilach 23’ Wood 29’ (rig.), 34’ Trimmel 90’ | Marcatori |  |

| Arbitro: | Heft |

|                          |           |                 |
| Il'jučenko 65’ Klotz 70’ | Marcatori | 61’ (rig.) Wood |

| Arbitro: | Rohde |

|                            |           |           |
| Wood 58’ Kreilach 69’, 84’ | Marcatori | 62’ Tietz |

| Amburgo 1º aprile 2016, ore 18:30 CEST 28ª giornata | St. Pauli | 0 – 0 referto | Union Berlino | Millerntor-Stadion (29 546 spett.)\| Arbitro: \| Steinhaus \| |
| Arbitro:                                            | Steinhaus |               |               |                                                               |

| Arbitro: | Dietz |

|  |           |                                        |
|  | Marcatori | 7’, 13’ Wood 21’ Kreilach 36’ Leistner |

| Arbitro: | Heft |

|          |           |  |
| Wood 27’ | Marcatori |  |

| Arbitro: | Thomsen |

|                                                                       |           |                       |
| Leibold 49’ Füllkrug 60’ (rig.), 67’, 90’ Burgstaller 74’ Hovland 90’ | Marcatori | 3’ Nikçi 22’ Kreilach |

| Arbitro: | Petersen |

|            |           |  |
| Kessel 79’ | Marcatori |  |

| Arbitro: | Steinhaus |

|                  |           |  |
| Ulm 53’ Klos 90’ | Marcatori |  |

| Arbitro: | Dingert |

|                       |           |           |
| Nikçi 66’ Quiring 78’ | Marcatori | 90’ Kempf |

### Coppa di Germania
| Arbitro: | Gerach |

|                              |           |            |
| Wunderlich 68’ Reimerink 74’ | Marcatori | 41’ Quaner |

## Statistiche

### Statistiche di squadra
| Competizione      | Punti | In casa | In casa | In casa | In casa | In casa | In casa | In trasferta | In trasferta | In trasferta | In trasferta | In trasferta | In trasferta | Totale | Totale | Totale | Totale | Totale | Totale | DR |
| Competizione      | Punti | G       | V       | N       | P       | Gf      | Gs      | G            | V            | N            | P            | Gf           | Gs           | G      | V      | N      | P      | Gf     | Gs     | DR |
| ----------------- | ----- | ------- | ------- | ------- | ------- | ------- | ------- | ------------ | ------------ | ------------ | ------------ | ------------ | ------------ | ------ | ------ | ------ | ------ | ------ | ------ | -- |
| 2. Bundesliga     | 49    | 17      | 9       | 6       | 2       | 32      | 20      | 17           | 4            | 4            | 9            | 24           | 30           | 34     | 13     | 10     | 11     | 56     | 50     | +6 |
| Coppa di Germania | -     | 0       | 0       | 0       | 0       | 0       | 0       | 1            | 0            | 0            | 1            | 1            | 2            | 1      | 0      | 0      | 1      | 1      | 2      | -1 |
| Totale            | -     | 17      | 9       | 6       | 2       | 32      | 20      | 18           | 4            | 4            | 10           | 25           | 32           | 35     | 13     | 10     | 12     | 57     | 52     | +5 |

### Andamento in campionato
| Giornata  | 1 | 2  | 3  | 4  | 5  | 6  | 7  | 8  | 9  | 10 | 11 | 12 | 13 | 14 | 15 | 16 | 17 | 18 | 19 | 20 | 21 | 22 | 23 | 24 | 25 | 26 | 27 | 28 | 29 | 30 | 31 | 32 | 33 | 34 |
| --------- | - | -- | -- | -- | -- | -- | -- | -- | -- | -- | -- | -- | -- | -- | -- | -- | -- | -- | -- | -- | -- | -- | -- | -- | -- | -- | -- | -- | -- | -- | -- | -- | -- | -- |
| Luogo     | C | T  | C  | T  | C  | T  | C  | T  | C  | T  | C  | C  | T  | C  | T  | C  | T  | T  | C  | T  | C  | T  | C  | T  | C  | T  | C  | T  | T  | C  | T  | C  | T  | C  |
| Risultato | N | P  | N  | N  | N  | V  | P  | P  | V  | P  | N  | P  | V  | N  | N  | N  | P  | V  | V  | N  | V  | P  | V  | P  | V  | P  | V  | N  | V  | V  | P  | V  | P  | V  |
| Posizione | 7 | 12 | 13 | 13 | 14 | 10 | 13 | 13 | 12 | 13 | 13 | 15 | 14 | 14 | 13 | 13 | 15 | 14 | 13 | 13 | 12 | 13 | 9  | 11 | 9  | 10 | 8  | 9  | 7  | 6  | 6  | 6  | 7  | 6  |

Legenda:

Luogo: C = Casa; T = Trasferta. Risultato: V = Vittoria; N = Pareggio; P = Sconfitta.

### Statistiche dei giocatori
| Giocatore     | 2. Bundesliga | 2. Bundesliga | 2. Bundesliga | 2. Bundesliga | Coppa di Germania | Coppa di Germania | Coppa di Germania | Coppa di Germania | Totale   | Totale | Totale      | Totale     |
| Giocatore     | Presenze      | Reti          | Ammonizioni   | Espulsioni    | Presenze          | Reti              | Ammonizioni       | Espulsioni        | Presenze | Reti   | Ammonizioni | Espulsioni |
| ------------- | ------------- | ------------- | ------------- | ------------- | ----------------- | ----------------- | ----------------- | ----------------- | -------- | ------ | ----------- | ---------- |
| M. Amsif      | -             | -             | -             | -             | -                 | -                 | -                 | -                 | -        | -      | -           | -          |
| J. Busk       | 14            | 0             | 0             | 0             | -                 | -                 | -                 | -                 | 14       | 0      | 0           | 0          |
| D. Haas       | 20            | 0             | 0             | 0             | 1                 | 0                 | 0                 | 0                 | 21       | 0      | 0           | 0          |
| S. Kroll      | -             | -             | -             | -             | -                 | -                 | -                 | -                 | -        | -      | -           | -          |
| B. Kessel     | 29            | 6             | 13            | 1             | 1                 | 0                 | 0                 | 0                 | 30       | 6      | 13          | 1          |
| T. Leistner   | 26            | 1             | 4             | 0             | -                 | -                 | -                 | -                 | 26       | 1      | 4           | 0          |
| M. Parensen   | 29            | 0             | 7             | 0             | 1                 | 0                 | 0                 | 0                 | 30       | 0      | 7           | 0          |
| E. Pogatetz   | 11            | 0             | 1             | 0             | -                 | -                 | -                 | -                 | 11       | 0      | 1           | 0          |
| R. Punčec     | 23            | 1             | 3             | 0             | -                 | -                 | -                 | -                 | 23       | 1      | 3           | 0          |
| F. Schönheim  | 8             | 1             | 2             | 0             | -                 | -                 | -                 | -                 | 8        | 1      | 2           | 0          |
| C. Trimmel    | 26            | 1             | 3             | 0             | 1                 | 0                 | 0                 | 0                 | 27       | 1      | 3           | 0          |
| D. Daube      | 23            | 1             | 5             | 0             | -                 | -                 | -                 | -                 | 23       | 1      | 5           | 0          |
| S. Fürstner   | 21            | 0             | 4             | 0             | 1                 | 0                 | 0                 | 0                 | 22       | 0      | 4           | 0          |
| C. Kahraman   | -             | -             | -             | -             | -                 | -                 | -                 | -                 | -        | -      | -           | -          |
| L. Koch       | -             | -             | -             | -             | -                 | -                 | -                 | -                 | -        | -      | -           | -          |
| B. Köhler     | 2             | 0             | 0             | 0             | -                 | -                 | -                 | -                 | 2        | 0      | 0           | 0          |
| R. Korte      | 8             | 0             | 1             | 0             | 1                 | 0                 | 0                 | 0                 | 9        | 0      | 1           | 0          |
| D. Kreilach   | 32            | 12            | 7             | 1             | 1                 | 0                 | 0                 | 0                 | 33       | 12     | 7           | 1          |
| F. Kroos      | 12            | 2             | 3             | 0             | -                 | -                 | -                 | -                 | 12       | 2      | 3           | 0          |
| L. Lämmel     | -             | -             | -             | -             | -                 | -                 | -                 | -                 | -        | -      | -           | -          |
| A. Nikçi      | 9             | 2             | 1             | 0             | -                 | -                 | -                 | -                 | 9        | 2      | 1           | 0          |
| C. Quiring    | 17            | 1             | 2             | 0             | -                 | -                 | -                 | -                 | 17       | 1      | 2           | 0          |
| K. Redondo    | 19            | 0             | 1             | 0             | 1                 | 0                 | 0                 | 0                 | 20       | 0      | 1           | 0          |
| M. Thiel      | 15            | 2             | 2             | 0             | 1                 | 0                 | 0                 | 0                 | 16       | 2      | 2           | 0          |
| E. Zejnullahu | 26            | 1             | 5             | 0             | -                 | -                 | -                 | -                 | 26       | 1      | 5           | 0          |
| S. Brandy     | 30            | 3             | 12            | 0             | 1                 | 0                 | 0                 | 0                 | 31       | 3      | 12          | 0          |
| C. Quaner     | 15            | 1             | 1             | 0             | 1                 | 1                 | 0                 | 0                 | 16       | 2      | 1           | 0          |
| S. Skrzybski  | 21            | 3             | 2             | 0             | 1                 | 0                 | 0                 | 0                 | 22       | 3      | 2           | 0          |
| B. Wood       | 31            | 17            | 5             | 0             | 1                 | 0                 | 0                 | 0                 | 32       | 17     | 5           | 0          |